# A Gentleman of Quality
A Gentleman of Quality è un film muto del 1919 diretto da James Young.

## Produzione
Il film fu prodotto dalla Vitagraph Company of America

## Distribuzione
Distribuito dalla Vitagraph Company of America, il film uscì nelle sale cinematografiche statunitensi il 17 marzo 1919. In Francia, fu distribuito il 2 luglio 1920 con il titolo Le Destin nous mène. Nel 1921, uscì anche in Svezia come En äkta gentleman.